# Raffaele Cicala
Pour les articles homonymes, voir Cicala (homonymie).
Raffaele Cicala est un dirigeant d’entreprise italien au parcours européen. De 2011 à 2014, il était directeur général délégué du groupe LaSer, et directeur général de LaSer Cofinoga,.

## Biographie
Raffaele Cicala intègre en 1985, Procter & Gamble Italie et occupe le poste de Group Manager. En 1989, il intègre The Boston Consulting Group (BCG) en qualité de consultant au sein du bureau parisien où il travaille plus particulièrement dans les secteurs de la grande consommation et de la distribution. En 1991, il rentre en Italie à l’occasion de l’implantation du Boston Consulting Group  dans le pays avec l’ouverture du bureau de Milan, qu’il contribue à développer en mettant à profit ses compétences auprès d’industriels et d’acteurs de la finance. En 1997, en tant que Vice Président de The Boston Consulting Group, il crée le bureau de Varsovie, dont il devient le Managing Partner, avec comme enjeu de rayonner sur toute la zone Europe de l’Est. Il accompagne notamment le Warsaw Stock Exchange dans sa stratégie de privatisation. Il revient en Italie en 2001 en tant que Managing Partner du bureau de Rome. Après avoir accompagné pendant plusieurs années le groupe Unicredit dans sa stratégie de développement à l’international, Raffaele Cicala rejoint son ancien client en 2006. Il exerce différentes fonctions avant de devenir Exécutive Vice-Président, membre du Comité Exécutif du groupe, ainsi que du Comité exécutif de la branche banque de détail. À ce titre, il prend en charge la division Unicredit Group Household Financing. En 2010, il rédige le rapport « Rapporto sul Credito alle Famiglie » sur l’évolution des profils de clients du marché du crédit à la consommation en Italie. En 2011, il est nommé directeur général délégué du groupe LaSer, filiale des groupes Galeries Lafayette et BNP Paribas Personal Finance, acteur du crédit à la consommation et de services pour le monde de la distribution.En 2012, Raffaele Cicala crée avec plusieurs entreprises le Manège de Chaillot, fonds de dotation ayant pour vocation d’accompagner les missions de création et de production du Théâtre national de Chaillot. Il est nommé président du Conseil d’administration[source secondaire souhaitée].

## Fonctions et Mandats
- Directeur Général Délégué de LaSer
- Directeur Général de LaSer Cofinoga
- Membre du Comité Exécutif du groupe Galeries Lafayette
- Administrateur de Fidecom
- Administrateur de LaSer Cofinoga au conseil d’administration de Banque Solfea
- Administrateur et Directeur Général de Sygma Banque
- Président de LaSer Loyalty
- Représentant permanent de LaSer au conseil de surveillance de Xange Capital
- Administrateur de LaSer Nederland BV
- Administrateur d’Ekspresbank
- Administrateur de LaSer Nordic Services
- Président du Conseil d’administration du Manège de Chaillot

## Œuvres et travaux
- Consommation, année zéro : les new deals du consommateur, Le cherche-midi, mai 2014[13].